# 香港街道別名
香港有些街道擁有特定的主題、特色，下表列出這類街道：

## 現有
| 區域     | 原名                               | 別名                             |
| -------- | ---------------------------------- | -------------------------------- |
| 東區     | 春秧街                             | 小福建                           |
| 東區     | 柴灣道                             | 長命斜                           |
| 東區     | 北角道                             | 四十間                           |
| 中西區   | 皇后大道                           | 大馬路                           |
| 中西區   | 堅尼地道                           | 二馬路                           |
| 中西區   | 寶雲道                             | 三馬路                           |
| 中西區   | 伊利近街                           | 坭街、泥街                       |
| 中西區   | 士丹頓街                           | 師姑街                           |
| 中西區   | 同樂徑                             | 育民里                           |
| 中西區   | 康樂廣場                           | 怡樂街                           |
| 中西區   | 紅棉路                             | 木棉道                           |
| 中西區   | 普樂道                             | 丹墀道                           |
| 中西區   | 水坑口街                           | 波些臣街                         |
| 中西區   | 奧卑利街                           | 長命斜                           |
| 中西區   | 德輔道                             | 電車路                           |
| 中西區   | 砵甸乍街                           | 石板街                           |
| 中西區   | 荷李活道及摩羅街一帶               | 古董街                           |
| 中西區   | 雪廠街                             | 鱷魚街                           |
| 中西區   | 文華里                             | 圖章街                           |
| 中西區   | 高陞街                             | 藥材街                           |
| 中西區   | 文咸西街及永樂街                   | 參茸燕窩街、南北行街             |
| 中西區   | 德輔道西                           | 海味街                           |
| 中西區   | 干諾道西                           | 海味街、米街                     |
| 中西區   | 梅芳街                             | 鹹魚街、十三隆                   |
| 中西區   | 東邊街                             | 鹹魚街、鹹魚欄                   |
| 油尖旺區 | 近甘肅街的一段廣東道               | 玉器街（甘肅街玉器市場）         |
| 油尖旺區 | 介乎太子道西及旺角道的一段通菜街   | 金魚街                           |
| 油尖旺區 | 花墟道                             | 花墟                             |
| 油尖旺區 | 廟街                               | 男人街                           |
| 油尖旺區 | 介乎亞皆老街及登打士街的一段通菜街 | 女人街                           |
| 油尖旺區 | 介乎亞皆老街及豉油街的一段花園街   | 運動用品街                       |
| 油尖旺區 | 洗衣街及花園街一帶                 | 波鞋街                           |
| 油尖旺區 | 廣華街                             | 槍街                             |
| 油尖旺區 | 諾士佛臺                           | 九龍蘭桂坊                       |
| 油尖旺區 | 亞士厘道                           | 尖沙咀食街                       |
| 油尖旺區 | 金巴利街                           | 韓國街                           |
| 深水埗區 | 鴨寮街                             | 電子街、電子零件街、夜冷街       |
| 深水埗區 | 介乎欽州街至黃竹街的一段長沙灣道   | 時裝街、成衣街                   |
| 深水埗區 | 基隆街附近的一段南昌街             | 花邊街                           |
| 深水埗區 | 基隆街                             | 鈕扣街                           |
| 深水埗區 | 汝州街                             | 珠仔街                           |
| 深水埗區 | 福榮街                             | 玩具街                           |
| 灣仔區   | 太原街                             | 玩具街                           |
| 灣仔區   | 厚誠街                             | 銅鑼灣食街                       |
| 灣仔區   | 渣甸坊                             | 女人街                           |
| 南區     | 香港仔舊大街與涌尾之間             | 十五間                           |
| 南區     | 貝璐道                             | 鴨巴甸新道                       |
| 南區     | 香港仔海峽大橋                     | 港鐵利黃橋                       |
| 九龍城區 | 崇潔街                             | 紅磡美食街                       |
| 九龍城區 | 譚公道                             | 土瓜灣食街                       |
| 九龍城區 | 美景街                             | 土瓜灣食街                       |
| 九龍城區 | 馬頭圍道                           | 土瓜灣傢俬街                     |
| 九龍城區 | 城南道                             | 泰國街（九龍城有「小泰國」之稱） |
| 九龍城區 | 啟德道                             | 雪櫃街                           |
| 九龍城區 | 獅子石道                           | 校服街                           |
| 荃灣區   | 眾安街                             | 荃灣珠寶金飾坊                   |
| 葵青區   | 青衣大橋                           | 青衣南橋                         |
| 葵青區   | 青荃橋                             | 青衣北橋                         |
| 葵青區   | 藍巴勒海峽大橋                     | 長青橋                           |
| 葵青區   | 葵青橋                             | 新南橋                           |
| 葵青區   | 青荔橋                             | 港鐵藍巴勒海峽大橋               |
| 元朗區   | 青山公路元朗段                     | 元朗大馬路                       |

## 已拆
| 區域     | 原名                             | 別名               | 遷往           |
| -------- | -------------------------------- | ------------------ | -------------- |
| 中西區   | 永安街                           | 花布街、大姑街     | 西港城         |
| 中西區   | 同文街                           | 化工原料街         |                |
| 中西區   | 機利文街                         | 相機街、攝影器材街 |                |
| 中西區   | 永勝街                           | 鴨蛋街             |                |
| 油尖旺區 | 介乎亞皆老街及山東街的一段康樂街 | 雀仔街             | 園圃街雀鳥花園 |
| 灣仔區   | 利東街                           | 囍帖街             |                |